# أندرو هيلز
أندرو هيلز (بالإنجليزية: Andrew Hales)‏ هو يوتيوبي أمريكي، ولد في 20 مايو 1990 في إثاكا في الولايات المتحدة.

## وصلات خارجية
- الموقع الرسمي
- أندرو هيلز على موقع IMDb (الإنجليزية)